# NGC 4903
NGC 4903 é uma galáxia espiral barrada (SBc) localizada na direcção da constelação de Centaurus. Possui uma declinação de -30° 56' 06" e uma ascensão recta de 13 horas, 01 minutos e 22,7 segundos.
A galáxia NGC 4903 foi descoberta em 30 de Março de 1835 por John Herschel.